# سایون ایکس‌ای
سایون ایکس‌ای (Scion xA) خودرویی است که در سال‌های ۲۰۰۴–۲۰۰۶در تویوتا، آیچی و ژاپن تولید شده‌است.
این خودرو در کلاس خودرو کامپکت کوچک قرار گرفته و طراحی آن خودروهای موتور جلو-محور جلو بوده طول آن در حالت طبیعی ۱۵۴٫۱ اینچ (۳٬۹۱۴ میلیمتر) و عرض آن در حالت طبیعی ۶۶٫۷ اینچ (۱٬۶۹۴ میلیمتر) است. سیستم جعبه‌دندهٔ آن ۵ دنده به دو صورت خودکار و دستی است.